# Sette ore di fuoco
Sette ore di fuoco (Aventuras del Oeste) è un film del 1965 diretto da Joaquín Luis Romero Marchent.

## Trama
Alla testa di una carovana di pionieri della quale fanno parte Ethel e suo zio, Buffalo Bill arriva in una città vessata da una banda di contrabbandieri di armi. Loro riforniscono di armi ai pellerossa che infestano la zona. Il centro di smistamento di armi è la cittadina di Custer ed è proprio là che Buffalo e i suoi uomini si recano. I pellerossa si sono riuniti per dare battaglia, ma non hanno fatto i conti con Buffalo che ha fatto evacuare Custer e ha chiesto l'intervento dell'esercito.